# Raión de Hrazdan

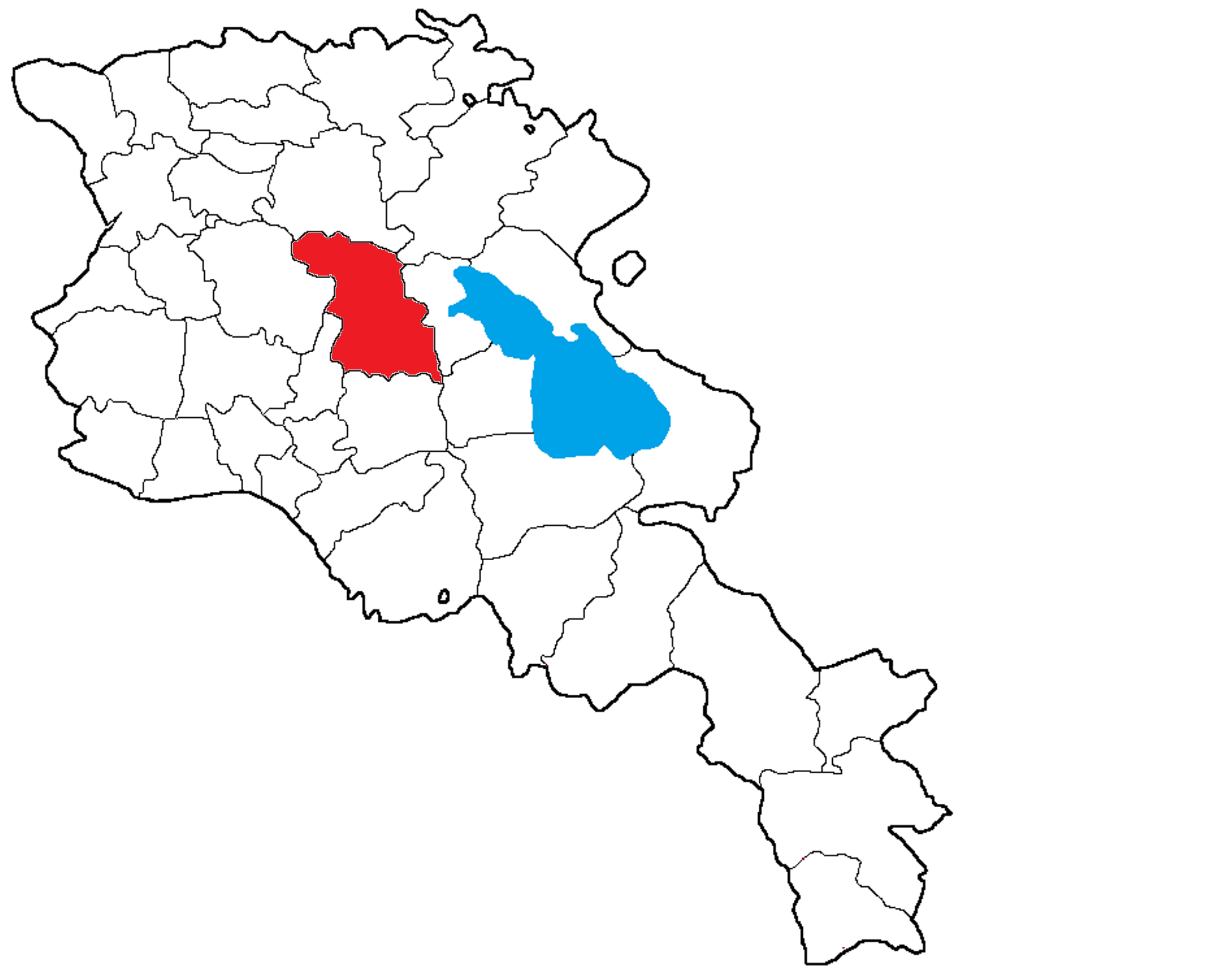
Distrito de Hrazdan en el mapa de la RSS de Armenia (según la división administrativa de 1989; el territorio del distrito se muestra en rojo).

El raión de Hrazdan es uno de los tres raiones que forman la provincia armenia de Kotayk. Se encuentra al norte de la provincia, con una población a fecha de 12 de octubre de 2011 era de 85 339 habitantes.
Está formado por las siguientes localidades:
- Aghavnadzor 1232
- Alapars 2076
- Artavaz 467
- Arzakan 2390
- Bjni 2547
- Charentsavan 20 363
- Fantan 930
- Gorgoch 28
- Hankavan 116
- Hrazdan 41 875
- Jrarat 521
- Kaghsi 2 200
- Karenis 663
- Lernanist 3090
- Marmarik 720
- Meghradzor 2309
- Pyunik 316
- Solak 2240
- Tsaghkadzor 1256[1]